# لئون ردبون
لئون ردبون ([] Error: {{Lang-xx}}: فاقد متن (راهنما)؛ زادهٔ ۲۶ اوت ۱۹۴۹ - درگذشته ۳۰ مهٔ ۲۰۱۹) موسیقیدان، خوانندگی، ترانه‌سرا ارمنی‌تبار بود. وی بین سال‌های ۱۹۷۵ تا ۲۰۱۵ میلادی فعالیت می‌کرد.

## زندگی‌نامه
وی با نام اصلی تیگران لوپالیان (ارمنی: Տիգրան Կոպալյան) در ۲۶ اوت ۱۹۴۹ در نیکوزیا، قبرس به دنیا آمد و در ۳۰ مهٔ ۲۰۱۹ سن ۶۹ سالگی در نیو هوپ، پنسیلوانیا، ایالات متحده آمریکا به علت زوال عقل درگذشت.